# Albanyfloden
Albanyfloden är en 98 mil lång flod i Kanada i provinsen Ontario. Flodens källa ligger vid Cat Lake och den rinner från sjön Lake St. Joseph och mynnar i Hudsonviken. På flodens södra sida nära mynningen ligger samhället och indianreservatet Fort Albany och i mynningen ligger ön Albany Island.